# Advance Wars: Dark Conflict
Advance Wars: Dark Conflict (conosciuto anche come Advance Wars: Days of Ruin in America e come Famicom Wars DS 2 in Giappone) è un videogioco strategico a turni sviluppato dalla Intelligent Systems per Nintendo DS. Rappresenta il quarto capitolo della serie, ed è stato pubblicato il 21 gennaio 2008 in America del Nord, il 25 gennaio in Europa ed il 21 febbraio in Australia.

## Trama
Più del 90% della popolazione è stata annientata dalla caduta di meteoriti sul pianeta, causando l'oscuramento del cielo. Ed un giovane cadetto dell'accademia Laurentiana, dopo esser stato attaccato da un gruppo di briganti ed in seguito salvato dal 12º Battaglione indipendente capitanato da O'Brian, deciderà di unirsi a questi ultimi, cercando di fare il possibile per aiutare i pochi sopravvissuti. Tra loro incontrerà una giovane fanciulla, che ha perso la memoria, che egli riuscirà a convincere ad unirsi al gruppo, chiamandola in seguito Catleia, come un fiore miracolosamente salvatosi sul campo di battaglia.

## Accoglienza
| Testata                 | Giudizio |
| ----------------------- | -------- |
| GameRankings (media al) | 85,37%   |
| Metacritic (media al)   | 86/100   |
| 1UP.com                 | A-       |
| Eurogamer               | 8/10     |
| Game Informer           | 8.75/10  |
| GamePro                 | 4,5/5    |
| GameSpot                | 8/10     |
| Nintendo Power          | 8,5/10   |

Advance Wars: Days of Ruin ha ricevuto recensioni generalmente positive. Nintendo Power ha definito il gioco "confortantemente familiare" e le battaglie "più accessibili di prima". Il multiplayer online, a suo giudizio, è stato capace di utilizzare "la connettività wireless e la Nintendo Wi-Fi Connection più di qualsiasi gioco che l'ha preceduto". Uno dei principali difetti di Days of Ruin è stato identificato nella mancanza di innovazione nel gameplay. Adam Biessener di Game Informer lo ha definito "un gioco eccellente", ma ha criticato il suo passaggio da "affascinanti radici fumettistiche" a "squallido ambiente post-apocalittico".
1UP.com ha elogiato la nuova svolta che Days of Ruin ha preso per la serie, ma ha evidenziato che la trama, sebbene più oscura di prima, era ancora vicina al tono umoristico dei giochi precedenti. La nuova funzionalità di distribuzione di CO è stata definita la più grande modifica al gameplay. Il gioco è stato criticato per la rimozione di molte caratteristiche fondamentali della serie, ma la nuova funzionalità di gioco online lo ha reso "l'esperienza di Advance Wars più equilibrata". IGN ha dato al gioco un punteggio elevato per aver rischiato con il suo design artistico, ma ha anche criticato la perdita delle vecchie modalità per giocatore singolo a favore di nuovi contenuti multiplayer. IGN ha nominato Advance Wars: Days of Ruin il miglior gioco multiplayer online del 2008 per Nintendo DS. Il gioco è stato anche nominato per altri premi da IGN, tra cui Miglior gioco di strategia e Miglior design artistico. Ryan Davis di GameSpot ha elogiato il gioco per il suo supporto online, l'editor di mappe e le immagini più nitide, ma lo ha criticato per la sua difficile modalità principale e ha ritenuto che la storia non fosse abbastanza forte da supportare il tono più oscuro del gioco.
In Nord America, Days of Ruin ha venduto oltre 81000 copie a gennaio dopo la sua uscita e quasi 50300 copie a febbraio, portando le vendite totali nella regione a oltre 130000 a marzo 2008.